# Грб Шпаније
Грб Шпаније је званични хералдички симбол Краљевине Шпаније.
Грб са данашњим изгледом је усвојен 5. октобра 1981. године.
Шпански грб састоји се од шест мањих грбова:
- прва четвртина представља Кастиљу;
- друга четвртина представља Леон;
- трећа четвртина представља Арагон;
- четврта четвртина представља Навару
- при дну, цвет шипка са зеленим листовима, који предствљају Гранаду;
- изнад свега, у средини грба, налази се елипса црвеног руба, у којој се налазе три златна тзв. француска љиљана (фр. fleurs-de-lys) на плавој подлози који представљају владајућу династију Бурбони.

Са обе стране грба су Херкулови стубови. Стубови, са базом и капителом златне боје, почивају на плавим таласима. Стубови представљају Гибралтарски мореуз. На десном стубу налази се краљевска, а на левом империјална круна. Стубови су обавијени црвеном врпцом на којој су златим словима исписане латинске речи PLVS (лево), и ULTRA (десно), што значи још даље. Односи се на некадашње шпанске колоније у Америци. Наиме, до путовања Колумба мото је гласио нон плус ултра (ништа више даље), а Гибралтарски мореуз је означавао границу дотада познатог света. Симбол стубова први је користио Карло I (који је још био и Карло V, цар Светог римског царства), што објашњава присутност империјалне круне у грбу. Грб је окруњен круном која представља шпанску краљевску круну. Краљ има свој лични грб.